# Apeldoorn Zuid
Apeldoorn Zuid is een wijk in de Nederlandse stad Apeldoorn die bekendstaat als arbeiderswijk. Met ruim 18.000 inwoners is het een van de grotere wijken van de stad. Apeldoorn Zuid heeft wijknummer 4 en vormt samen met Ugchelen en enkele andere buurten het stadsdeel Apeldoorn Zuidwest.

## Bevolking
Op 1 januari 2019 had de wijk Apeldoorn Zuid 18.691 inwoners verdeeld over ongeveer 8.900 huishoudens. Er zijn ongeveer 4.400 gezinnen. De totale oppervlakte, inclusief de niet primair voor bewoning bestemde delen, is 6,242 km², de bevolkingsdichtheid bedraagt 2.896 inwoners/km².

## Geschiedenis
Oorspronkelijk bestond het gebied uit buurtschappen en landbouwgronden, die in de loop van de 20e eeuw werden opgenomen in de zich uitbreidende woonbebouwing van Apeldoorn. De wijk is een van de oudere Apeldoornse stadswijken, een groot aantal woningen dateert van voor de Tweede Wereldoorlog.

## Buurten
Volgens de indeling van de gemeente Apeldoorn behoort Apeldoorn Zuid tot stadsdeel Zuidwest. Apeldoorn Zuid is onderverdeeld in de volgende buurten: Brummelhof, Vogelkwartier, Staatsliedenkwartier, Componistenkwartier, Rivierenkwartier, Malkenschoten en Kayersmolen.
Het werkgebied van de wijkraad Zuid is echter groter dan de wijk zelf, met ook de volgende buurten: De Heeze, Westenenk (Metaalbuurt), Winkewijert, Brouwersmolen, Holthuizen en Wernem. De gemeente deelt deze buurten in bij wijk Apeldoorn Zuidwest.

### Brummelhof - buurt 4.1
Brummelhof is een oudere buurt direct aan de zuidzijde van het station van Apeldoorn.

### Vogelkwartier - buurt 4.2
Het Vogelkwartier of de Vogelbuurt is de oudste buurt in Apeldoorn Zuid en dateert van voor de Tweede Wereldoorlog. Het Vogelkwartier heeft het karakter van een oude arbeidersbuurt met oude arbeiderswoningen. Men beschouwt de wijk enigszins als een arbeidersbuurt. In het Vogelkwartier bevindt zich het winkelcentrum "Hart van Zuid". Hier zijn onder andere twee supermarkten gevestigd, waaronder (sinds maart 2016) de grootste Turkse supermarkt van Nederland.

### Staatsliedenkwartier - buurt 4.3
Het Staatsliedenkwartier is een arbeidersbuurt die zich onder andere kenmerkt door de aanwezigheid van flatgebouwen en diverse langgerekte vijvers. In het Staatsliedenkwartier bevindt zich een winkelcentrum Kayershof.
Het Staatsliedenkwartier was een van de minst welvarende buurten van Apeldoorn en mede daarom heeft de gemeentelijke overheid er, net als in het Vogelkwartier en in het Componistenkwartier, initiatieven op sociaal vlak ontplooid.
De buurt is sterk multicultureel en kent onder andere een Molukse gemeenschap. Zij richtten de Bethel Kerk op in 1964. Het karakteristieke kerkgebouw bevindt zich aan de Kayersdijk, aan de kop van een van de vijvers aan de Colijnstraat. Dit gebouw is in 2013 verkocht aan een uitvaartorganisatie.

### Componistenkwartier - buurt 4.4
Het Componistenkwartier is een naoorlogse buurt van Apeldoorn Zuid. De buurt wordt begrensd door de Arnhemseweg, de Ravenweg, de Oude Beekbergerweg en sprengen aan de zuidzijde, tegen Malkenschoten. Het is een woonbuurt met voornamelijk huizen. In 1952 werden eerst de winkels met bovenwoningen langs de Schubertlaan gebouwd, in 1956 gevolgd door winkels en woningen langs Hofveld en Debussylaan. Het hart van de buurt is het Schubertplein, aanvankelijk met een rolschaatsbaan in het midden, in de jaren negentig moest deze echter wijken voor een supermarkt met omringende parkeerplaatsen. Aan het Schubertplein bevinden zich een grote supermarkt en diverse andere handelszaken. Op vrijdag wordt er een markt gehouden. Op het Schubertplein zijn er ook enkele flatgebouwen, gebouwd rond 1960. Kenmerkend voor het aanzicht van deze wijk is verder de klinkerbestrating. De buurt heeft een tamelijk volks karakter.

### Rivierenkwartier - buurt 4.5
Het Rivierenkwartier of de Rivierenbuurt kent 2.763 bewoners, verdeeld over 1.303 huishoudens. Het is een voor ruim 80% in de periode 1960-1969 gebouwde arbeidersbuurt, getypeerd door gedeelten met flats en rijhuizen. Aan de Waalstraat bevindt zich de Tabernakelkerk, een nog altijd modern kerkgebouw dat thans eigendom is van de Nederlands Gereformeerde Kerk. In het Rivierenkwartier bevindt zich ook het winkelcentrum Maasstraat, met onder andere een discountsupermarkt, een winkel in huishoudelijke benodigdheden en een plantenzaak. Het voorzieningencentrum dok Zuid bevindt zich in de wijk. Het Rivierenkwartier heeft een oppervlakte van 60,4 ha en een bevolkingsdichtheid van 4.575 inwoners/km².

### Malkenschoten - buurt 4.6

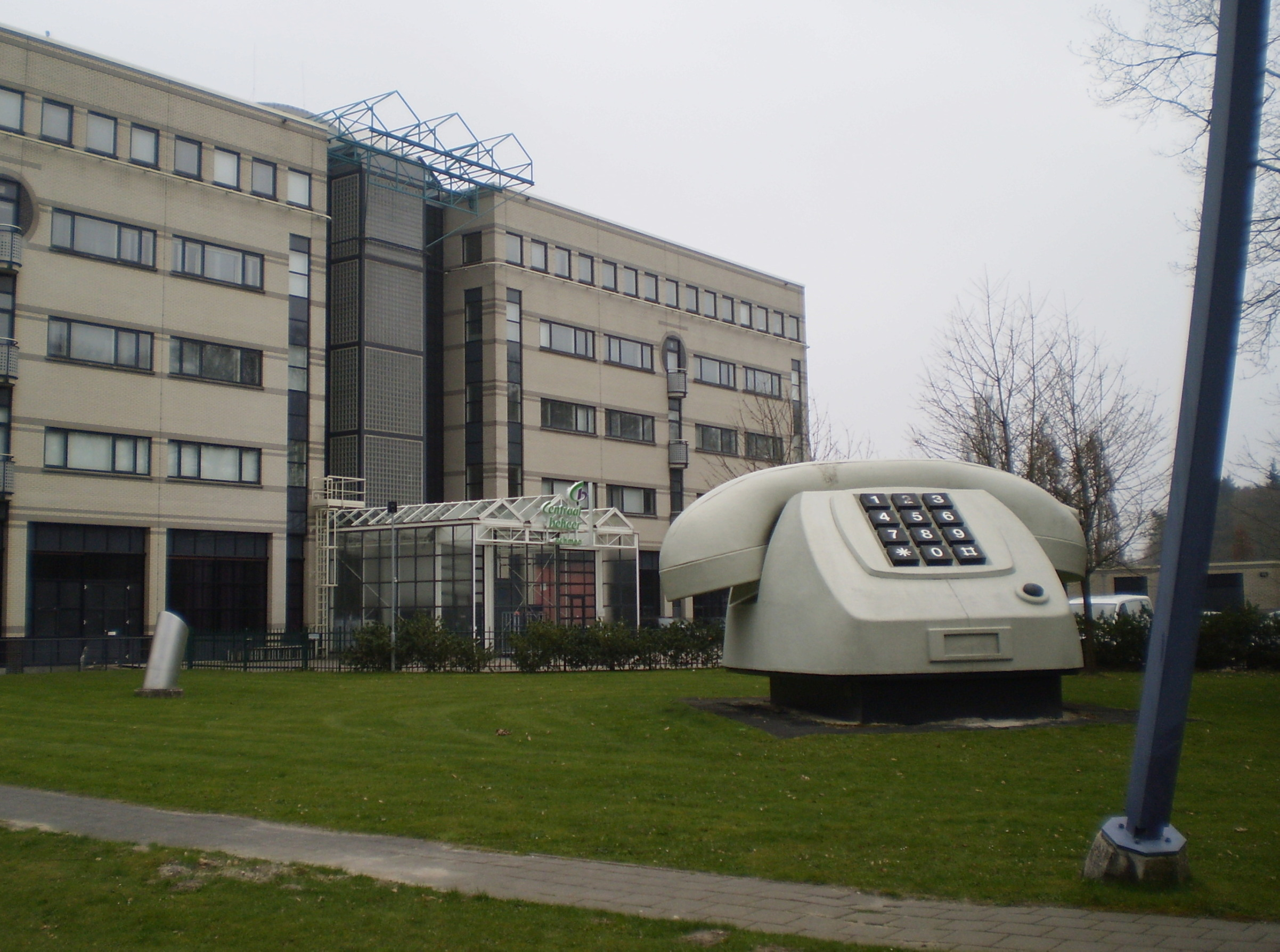
Atriumgebouw Centraal Beheer met telefoon in 2009. Eind 2012 werd dit beeld verplaatst naar de parkeerplaats van het bedrijf

Malkenschoten bevindt zich net ten zuiden van het Componistenkwartier, aan de andere zijde van de Dubbelbeek. Direct ten zuiden van de Dubbelbeek bevindt zich een aantal recreatie- en sportvoorzieningen. Men vindt er het Kinderparadijs Malkenschoten, een kinderboerderij met een grote speelplek voor de jongeren. Daarnaast bevinden zich het Aquacentrum Malkander en een pannenkoekenhuis. Op Sportpark Malkenschoten vindt men de terreinen van voetbalvereniging Apeldoornse Boys.
Direct ten zuiden van het recreatie- en sportgebied bevindt zich in Malkenschoten een aantal bedrijven op het Bedrijvenpark Malkenschoten. De organisatie Bedrijven Kring Apeldoorn - Malkenschoten noemt als belangrijkste pluspunt de bereikbaarheid via de nabijgelegen autosnelweg A1. Het is het grootste aaneengesloten bedrijventerrein in Apeldoorn Zuid en biedt werk aan circa 7.000 mensen. Deze zijn werkzaam in onder andere een aantal grote ondernemingen. De bekendste "Apeldoornse" onderneming in Malkenschoten is Centraal Beheer. Door de uitbreiding van dit bedrijf (onder meer werden in 2013 de werknemers van de vestiging in Apeldoorn-centrum hier ondergebracht) is het aantal werkenden hier sterk toegenomen, en werden in 2012 de wegen rondom het bedrijvenpark uitgebreid. Een andere bekende hier gevestigde firma is HITT, een onderneming die is gespecialiseerd in radarsystemen en -toepassingen. Onderdeel van het park is het voormalige terrein van Philips, dat later het Vision Park werd. In 2013 is het herbouwd tot een campusachtig bedrijventerrein genaamd Fizzion Parc.

### Kayersmolen - buurten 4.7, 4.8 en 4.9
Kayersmolen is een industriegebied dat is opgedeeld in Kayersmolen-Noord, Kayersmolen-Midden en Kayersmolen-Zuid. Kayersmolen was de naam van een papiermolen die bestaan heeft tussen 1705 en 1878.

## Zuiderpark
Het Zuiderpark is een van de grootste parken van Apeldoorn. Het heeft de vorm van een langwerpige rechthoek die zich in noord-zuidrichting uitstrekt door de wijk. Het ligt midden tussen het Staatsliedenkwartier, het Componistenkwartier en het Rivierenkwartier. Aan de noordzijde bevindt zich een vijver, die in het winterseizoen dikwijls het toneel is van schaatsplezier. Er bevindt zich een terrein voor skateboarding. Ook dok Zuid en buurthuis Maasstraat bevinden zich er.
Als deel van het 'Masterplan Zuid' heeft de gemeente Apeldoorn grote aanpassingen aan het park ingezet. Dit zijn onder andere de bouw van dok Zuid, maar ook het opnieuw bovengronds leggen van de Kayersbeek.

## dok Zuid
Op 24 augustus 2009 is in het Rivierenkwartier dok Zuid volledig in gebruik genomen. dok Zuid is een kulturhus, een multifunctioneel zorg- en voorzieningencomplex gelegen naast de Tabernakelkerk, op de plaats van het voormalige wijkcentrum Kayersheerdt in het Zuiderpark. Voorzieningen zijn onder meer drie basisscholen, een crèche, en Centrum voor Jeugd en Gezin, het filiaal 'Zuid' van de bibliotheek annex cultuurcentrum CODA en een gezondheidscentrum met onder andere huisartsen, fysiotherapeuten en een diëtistenpraktijk. Daarnaast zijn er wooneenheden.

## H.H. Fabianus en Sebastianus

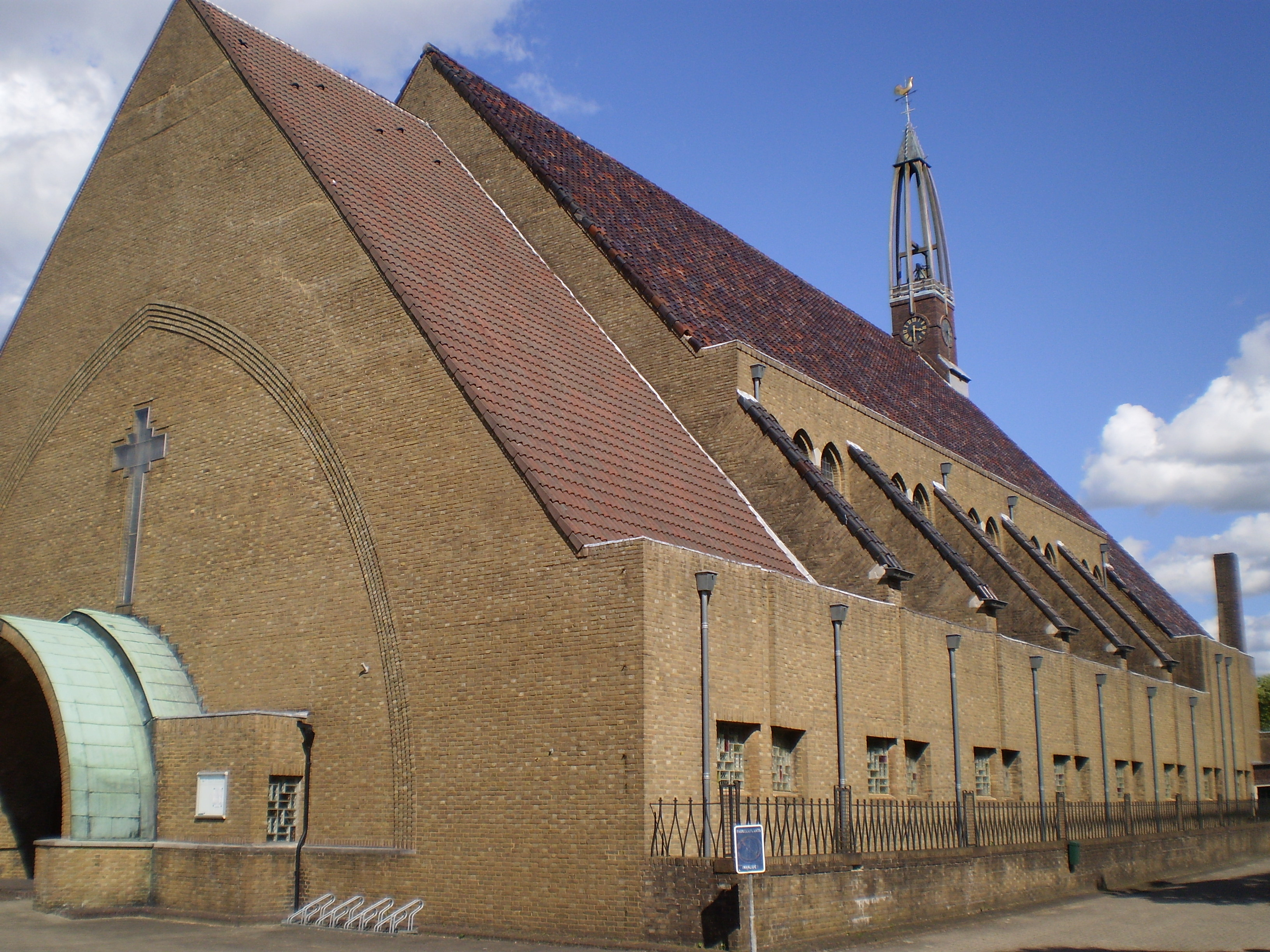
Kerk Fabianus en Sebastianus

In Apeldoorn Zuid bevindt zich op het Sebastiaanplein de Rooms-Katholieke parochiekerk van de H.H. Fabianus en Sebastianus, die in 1924 werd gewijd door mgr. Henricus van de Wetering, aartsbisschop van Utrecht. De vorm van deze kerk, een ontwerp van kerkarchitect Jan van Dongen jr., is mede geïnspireerd op een Veluwse schaapskooi. Toen de kerk werd gebouwd werd hij nog omgeven door Veluws heidegebied. In het interieur zijn de uit steen gehouwen beeltenissen van de apostelen uit het Nieuwe Testament opvallend.
In de jaren negentig is het priesterkoor gerenoveerd en het liturgisch centrum zo ingekleed dat het meer past bij de modernere tijd. In 2000 werd de kerk aangewezen als rijksmonument. Vlak bij de kerk van Fabianus en Sebastianus staat een beeld van O.L.V. van Lourdes. In 1974 droeg de aartsbisschop van Utrecht, kardinaal Alfrink, bij het gouden parochiejubileum in deze kerk een pontificale eucharistieviering op. Een jaar eerder vond hier een historische liturgie plaats volgens de Slavisch-Byzantijnse ritus.
In 2012 bleek de bouwkundige staat van de kerk dusdanig slecht dat in mei van dat jaar tot sluiting werd overgegaan, die datzelfde jaar definitief werd. Tegenwoordig is er een kinderopvang in gevestigd.

## Seminarie en Nederlands Politiemuseum
Schuin tegenover de kerk aan de Arnhemseweg bevindt zich het vroegere kleinseminarie van aartsbisdom Utrecht (1933-1935, architect Jan M. van Hardeveld) met zijn kapel. Enkele jaren was het Nederlands Politiemuseum gevestigd in het gebouw, dat echter werd gesloten voor een grootscheepse verbouwing en tijdelijk werd gehuisvest in het centrum van Apeldoorn. Het complex werd verbouwd tot de nieuwe concernlocatie van de Politieacademie, die in de zomer van 2010 werd geopend.

## Winkelvoorzieningen
Apeldoorn Zuid beschikt met het Hart van Zuid, de Kayershof, het Schubertplein en Winkelcentrum Maasstraat over een aantal grotere winkelcentra. Op het Schubertplein in het Componistenkwartier vindt elke vrijdag een warenmarkt plaats.

## Bereikbaarheid
Apeldoorn Zuid is goed bereikbaar zowel met de auto of motorfiets, het openbaar vervoer als per fiets en te voet.

### Auto- en motorverkeer
Apeldoorn Zuid is per auto of motor bereikbaar via de aansluiting Apeldoorn-Zuid van de A1.

### Openbaar vervoer
Het busvervoer wordt verzorgd door EBS en Hermes onder de naam RRReis. Buslijnen 10 en 11 rijden door de diverse buurten van de wijk, beide lijnen rijden vanuit station Apeldoorn. Lijn 10 is een ringlijn die de buurten Vogelkwartier, Componistenkwartier, Malkenschoten, Kayersmolen, Rivierenkwartier en Staatsliedenkwartier bedient. Lijn 11 gaat van station Apeldoorn naar het Gelre Ziekenhuis via het Staatsliedenkwartier. De bussen op elke lijn rijden elk kwartier. Lijn 43 en ComfortRRReis 302 rijden eveneens door Zuid. Het traject van deze lijnen verbindt het centrum van Apeldoorn met dat van Arnhem. De bussen rijden via de Arnhemseweg, een primaire verkeersader die de wijk Zuid van noord naar zuid doorkruist, en raakt aan de wijken Vogelkwartier, Metaalbuurt, Componistenkwartier en Malkenschoten. Men kan in het centrum overstappen op andere bussen en de trein op station Apeldoorn.

### Fiets- en wandelverkeer
Met de fiets of te voet kan men vanuit het centrum eenvoudig in Zuid komen via een fietstunnel onder het station, via het viaduct aan het spoor op de Koning Stadhouderlaan of langs het Apeldoorns Kanaal.

## Afbeeldingen

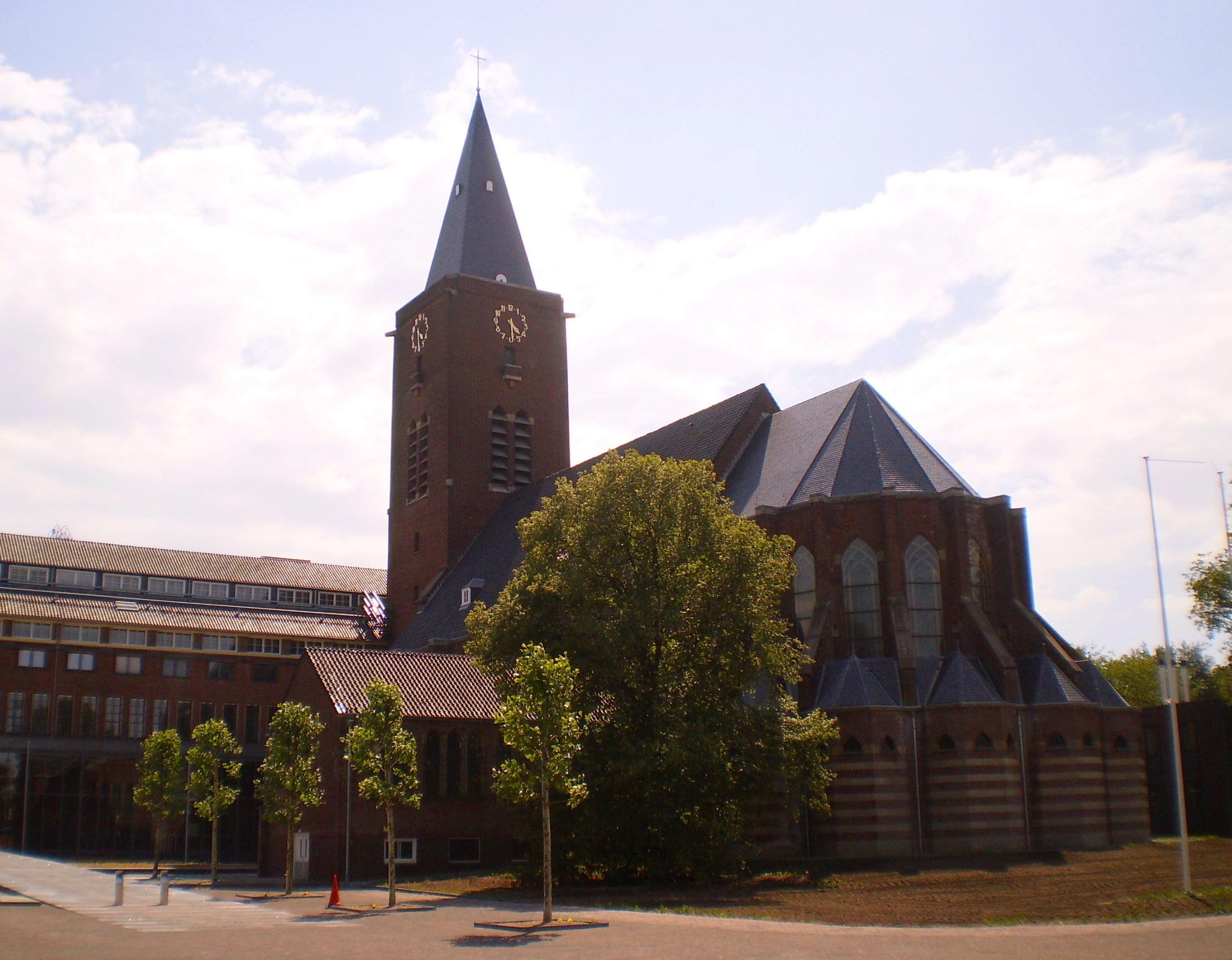
Kapel voormalig seminarie
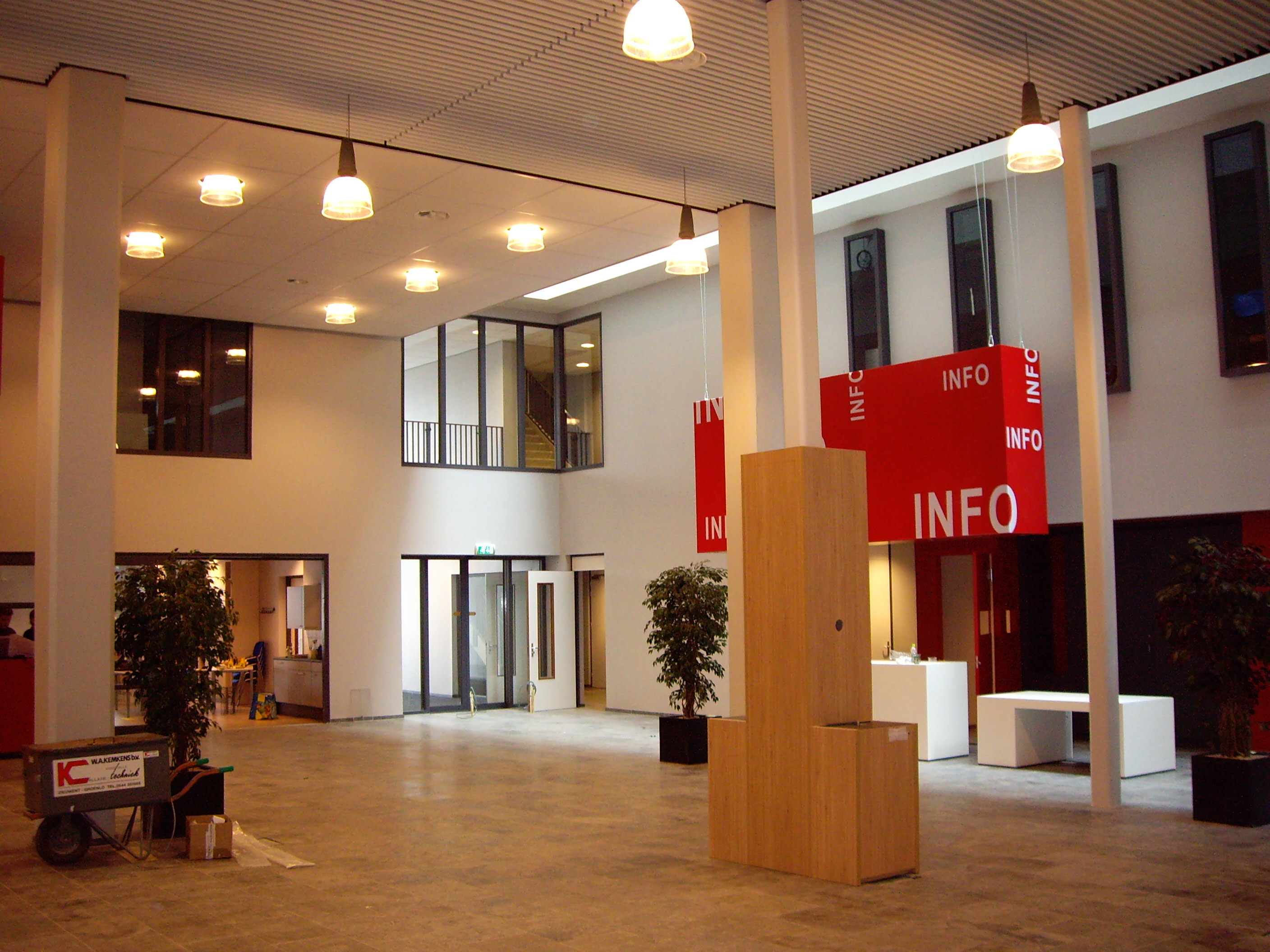
Centrale ruimte dok Zuid
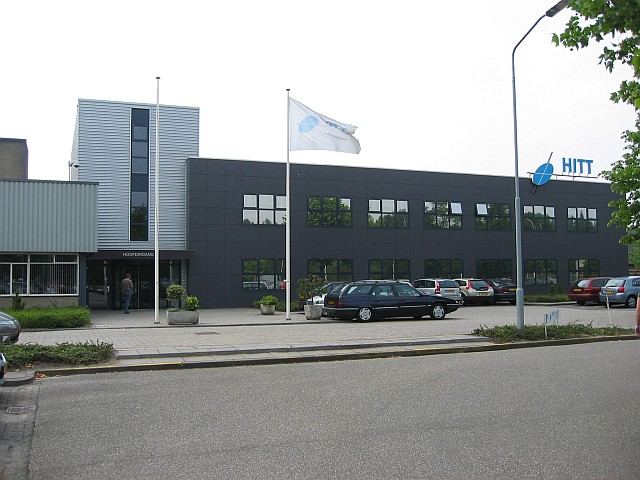
Hoofdkantoor HITT